# John Theophilus Desaguliers

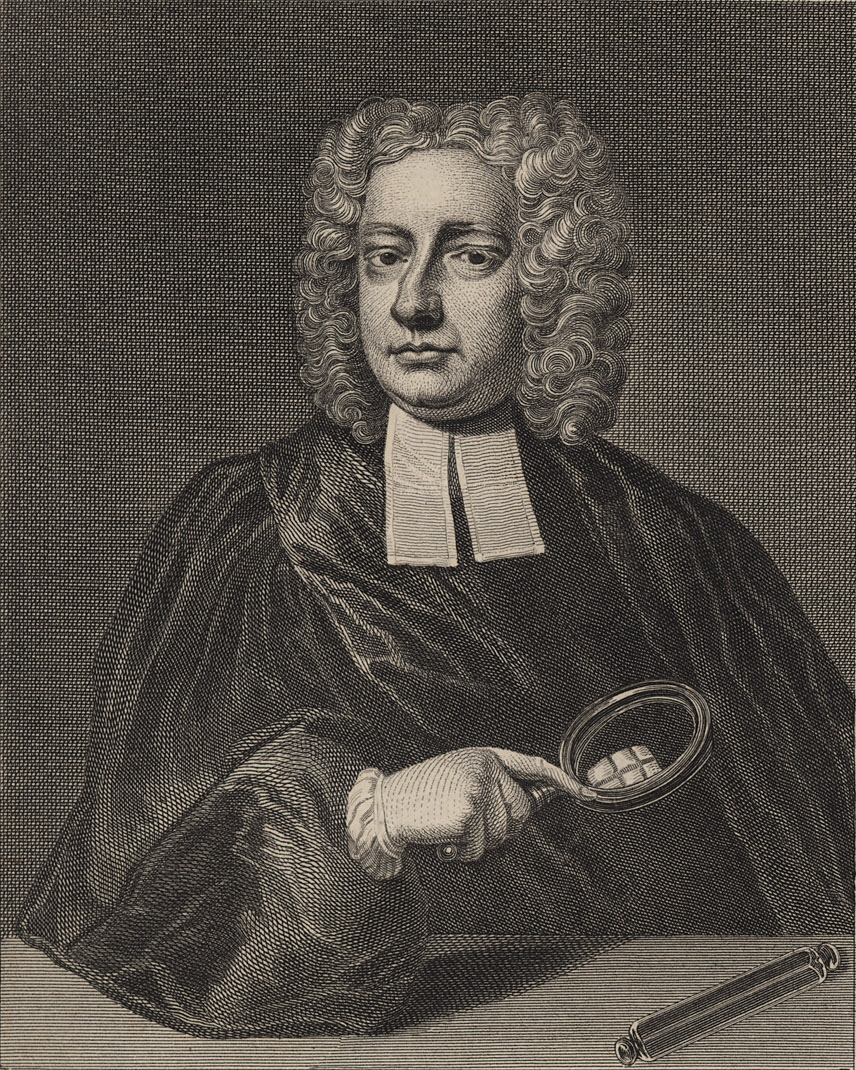
John Theophilus Desaguliers

John Theophilus Desaguliers, oorspronkelijk Jean Théophile Desaguliers (La Rochelle, 13 maart 1683 – Londen, 29 februari 1744) was een in Frankrijk geboren Brits natuurfilosoof, wetenschapper, uitvinder, vrijmetselaar, en priester in de Church of England.
Hij was lid van de Royal Society, en assistent van Sir Isaac Newton. Hij populariseerde de theorieën van Newton en hun praktische toepassingen, en vond het planetarium uit.

## Biografie
Desaguliers was de zoon van een Franse Hugenoot dominee Jean Desaguliers. In 1694, na de herroeping van het Edict van Nantes, week het gezin naar Engeland uit. Desaguliers studeerde aan de Universiteit van Oxford aan Christ Church. In 1709 behaalde hij de graad van Bachelor, in 1712 de graad van Master, en in 1718 promoveerde hij in de rechten.
Vanaf 1709 gaf Desaguliers zelf colleges in Oxford in de Hart Hall als opvolger van John Keill, een wiskundige en volgeling van Isaac Newton. Na enige jaren, in 1712, vestigde Desaguliers zich in Londen als docent experimentele filosofie. Hij gaf colleges aan de Royal Society, in de rechtszaal, en aan huis. Onder zijn publiek hier had hij niet alleen geleerden, maar ook George I, George II en de koninklijke familie.
In 29 juli 1714 werd hij gekozen als lid van de Royal Society, waar hij aan de belangrijke bijdragen leverden aan haar publicaties, de zogenaamde verhandelingen. Binnen de Royal Society vervulde hij ook de rol van "curator of experiments." In 1734, 1736 en 1741, ontving hij de hoogste eer van de Royal Society, de Copley Medal. De prijs van 1741 werd toegekend voor zijn "ontdekking van de eigenschappen van Electriciteit".
Desaguliers was in 1717 in Londen gewijd als priester in de Church of England. Op voorspraak van James Brydges werd hij in 1716 aangesteld bij de St Lawrence Church in Little Stanmore, met recht op inwoning. Verder was Desaguliers als vrijmetselaar Grootmeester van de Grand Lodge of England.

### Personalia
Op 14 oktober 1712 trouwde Desaguliers met Joanna Pudsey, de dochter van William en Anne Pudsey von Kidlington, in de buurt van Oxford, Ze kregen vier zonen en drie dochters, maar slechts twee van de vier zoons overleefden de kinderjaren.

## Werk
Desaguliers heeft een belangrijke bijdrage geleverd aan de verspreiding van Newtons theorieën in zowel Engeland als op het vaste continent. Zijn eigen reputatie als wetenschapper werd niet alleen gevestigd door het drie maal winnen van de Copley Medal. Hij deed ook eigen experimenten, en verwierf bekendheid met de publicatie van het tweedelige werk A Course of Experimental Philosophy.  

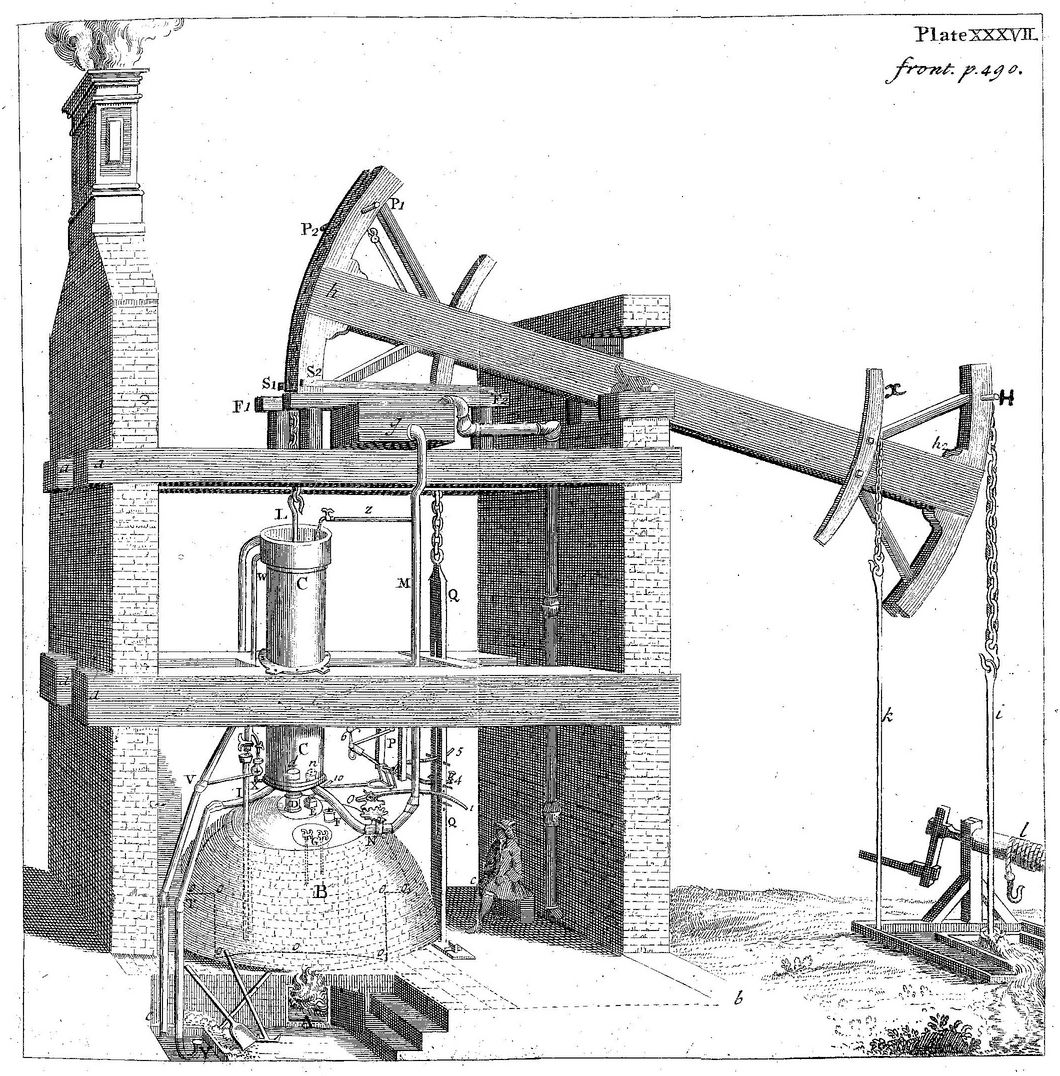
Thomas Savery's stoomppomp, uit A Course of Experimental Philosophy, 1734, vol. 2 Plaat 37.

Verschillende van Desaguliers' werken zijn in het Nederlands vertaald, mede door toedracht van Willem Jacob 's Gravesande. Zij hadden elkaar ontmoet bij de troonsbestijging van George I in 1715, en contact gehouden onder andere over de verbetering van het stoomwerktuig van Thomas Savery.

### Eigen experimenten
Desaguliers heeft eigen experimenten uitgevoerd op het gebied van de werktuigbouwkunde en op het gebied van de elektriciteit. Op het gebied van de werktuigbouw verbeterde Desaguliers  de stoommachine van Thomas Savery door middel van de toevoeging van een veiligheidsventiel. Hij ontwierp ook methoden om boilers te verhitten met stoom in plaats van vuur, om hun veiligheid te vergroten.
Op het gebied van de elektriciteit voerde Desaguliers tussen 1729 en 1736 samen met de Engelsman Stephen Gray een reeks van experimenten uit waarmee ze aantoonden dat een kurk over een afstand van acht- tot negenhonderd voet kon worden geëlektrificeerd door het met een opgeladen glazen staaf te verbinden via metaaldraad of een henneptouw. Andere materialen, zoals zijde, lieten dit effect niet zien.
Desaguliers was de eerste wetenschapper, die de termen geleider en isolator gebruikte. Materialen waar de elektrische vloeistof vrijelijk door kon stromen noemde hij conductors en materialen die geen elektriciteit geleiden werden door hem nonconductors of insulators genoemd.
Via moeizame experimenten kwamen ze erachter dat een voorwerp ook niet opgeladen kon worden, indien het contact maakte met aarde. Door het henneptouw aan zijdedraden op te hangen wisten ze te voorkomen dat ze contact maakten met aarde. De aarde was duidelijk een geleider, net zoals water en het menselijk lichaam. Dit gaf gelijk een verklaring voor het feit dat isolatoren toch elektriciteit geleiden wanneer het oppervlak nat was en dat opgeladen voorwerpen hun lading kwijtraakten op vochtige dagen.

### A Course of Experimental Philosophy,1734-1744
Het eerste deel van A Course of Experimental Philosophy, kwam tegelijk uit met de eerste toekenning van de Copley Medal, in 1734.
Het tweede deel 10 jaar later in 1744, het jaar van zijn dood. Het eerste deel behandelt theoretische en praktische mechanica met uitleg van de basis van de natuurkunde van Newton.
Het tweede deel bevat materiaal over de praktische toepassing van wetenschappelijke zaken.

## Publicaties
- John Theophilus Desaguliers, Sir Isaac Newton. A system of experimental philosophy, ...: Sir Isaac ... , 1719
- John Theophilus Desaguliers. A Course of Experimental Philosophy - Volume 1. 1734
- John Theophilus Desaguliers. A Course of Experimental Philosophy - Volume 2. 1734
- John Theophilus Desaguliers. A Dissertation Concerning Electricity. 1742
- John Theophilus Desaguliers. A Course of Experimental Philosophy - Volume 2. 1744

Publicaties vertaald in het Nederlands
- John Theophilus Desaguliers. Beschrijving van het planetarium, dienende tot een vervolg op den korten inhoud der philosophische lessen van J.Th. Desaguliers, Tirion, 1732.
- John Theophilus Desaguliers. Korte inhoud der philosophische lessen van J.Th. Desaguliers 1732
- John Theophilus Desaguliers. De natuurkunde uit ondervindingen opgemaakt, Isaak Tirion, 1736[3]
- William Smith, John Theophilus Desaguliers. 't Vrye metzelaars zakboekje, of Omstandig berigt van de vrye metzelaars, gedrukt by Izaak en Joh. Enschedé, 1740.
- Jaques de Vaucanson, John Theophilus Desaguliers. Verhandeling van het zamenstel van drie zig-zelfs-beweegende werktuygen, A. de Groot, 1743.

Publicaties over Desaguliers
- Mackey, Albert G., Encyclopedia of Freemasonry, An, The Masonic History Company, Chicago, 1966.
- Baker, C. H. Collins, and BaKer, Muriel (1949) James Brydges First Duke of Chandos Oxford : Clarendon Press
- Carpenter, A. T., (2011), John Theophilus Desaguliers: A Natural Philosopher, Engineer and Freemason in Newtonian England, (London: Continuum/Bloomsbury), ISBN 1-4411-2778-X; ISBN 978-1-4411-2778-5
- Carpenter, A. and Pink, A. (2006) The letters of James Brydges Earl of Carnarvon and later Duke of Chandos (1674–1744) to John Theophilus Desaguliers (1683–1744). An ongoing web project: UCL and Loughborough universities, UK